# Benxi Steel Group
De Benxi Steel Group is een grote Chinese groep staalbedrijven uit de provincie Liaoning. Het was in 2020 de op tien na grootste staalproducent in China met een productie van ruim 17 miljoen ton ruwstaal. In 2021 werd het staatsbedrijf overgenomen door Ansteel waardoor die de op twee na grootste staalproducent ter wereld werd.

## Activiteiten
De Benxi Steel Group bestaat uit verschillende onderdelen actief in de ijzerertsmijnbouw, staalproductie, machinebouw, staalhandel, logistiek, vastgoed en financiën. Het bezit voorts een ziekenhuis, kinderopvangen en hotels.

### Benxi Steel Plates
Benxi Steel Plates is een geïntegreerd staalbedrijf met een cokesfabriek, hoogovens, oxystaalovens, vlamboogovens en walserijen. Het telt ruim 20.000 medewerkers en kan op jaarbasis 10 miljoen ton ruwstaal produceren. Het produceert warm- en koudgewalst plaatstaal, buizen en hogesterktestaal voor onder meer lagers, tandwielen, assen, oliepijpleidingen, gasflessen en zeecontainers. Ze worden toegepast in onder meer de auto-industrie, petrochemie, energiesector, witgoedsector en de bouw.

### Beiying Steel
Ook Beiying Steel is een geïntegreerd staalbedrijf met een fabriek om te sinteren, een cokesfabriek, hoogovens, oxystaalovens en walserijen. Het heeft een jaarcapaciteit van 9 miljoen ton. Er wordt warm- en koudgewalst gegalvaniseerd plaatstaal gemaakt voor de auto-industrie en verder staaldraad, staven, betonwapening, diamantplaat en gietijzeren buizen voor de vliegtuigbouw, scheepsbouw, machine-industrie, petrochemie, energiesector, witgoedsector en de bouw.

### Mijnbouw
De mijnbouwactiviteiten zijn in 1995 samengebracht in Benxi Steel Mining. Dit bedrijf heeft vier ijzerertsmijnen, een kalksteengroeve en een ijzeroxidepelletsfabriek. Die kunnen jaarlijks 25 miljoen ton ijzererts, 2 miljoen ton pellets en een miljoen ton kalksteen produceren. Het kalksteen wordt gebruikt in de hoogovens om onzuiverheden te verwijderen. Er werken meer dan 10.000 mensen bij deze divisie.

### Andere
Benxi Steel voert uit naar meer dan tachtig landen. Daarvoor heeft de groep een handels- en logistieke divisie opgezet die transportroutes opzet en onderhoudt. Naast staalproducten worden ook bijproducten van de staalproductie als cokesovengas en slak verkocht. Het omvat ook enkele onderdelen die machines en machine-onderdelen voor de mijnbouw en staalproductie maakt. De groep is ook actief in de financiële sector met investerings- en leasingmaatschappijen.

## Geschiedenis

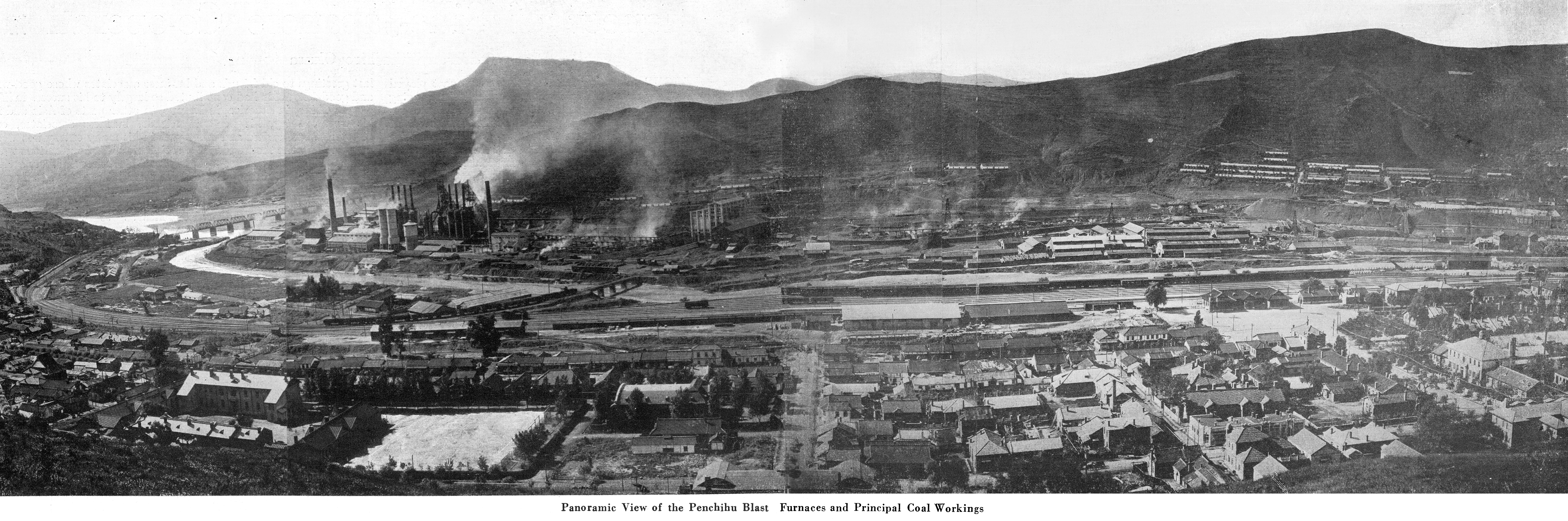
Benxi's steenkoolmijn en ijzerfabriek omstreeks 1920

Benxi Steel gaat terug tot 1905 toen de Japanse ondernemer Ōkura Kihachirō illegaal de Benxihu-steenkoolmijn opende in Benxi. In 1906 werd 300 ton steenkool gedolven. In 1910 werd het na onderhandelingen een Japans-Chinese joint venture. De Miaoergou-ijzerertsmijn werd overgenomen en de eerste hoogoven gebouwd om ijzer te produceren, een eeuwenoude activiteit in de regio. Hij was in 1915 klaar en produceerde 130 ton per dag. De machines hiervoor werden ingevoerd uit het Verenigd Koninkrijk en Duitsland. In 1913 werden nog meer ijzerertsmijnen overgenomen en in 1917 een tweede steenkoolmijn. In dat laatste jaar kwam ook de tweede hoogoven in bedrijf.
Na de vorming van de Japanse vazalstaat Mantsjoekwo kwam het bedrijf opnieuw in Japanse handen. Na de door Japan verloren Tweede Wereldoorlog namen de communisten in 1945 het bedrijf over en werd het een staatsbedrijf. Benxi Steel was een van de 156 prioritaire projecten in het eerste vijfjarenplan. Met technische ondersteuning van de Sovjet-Unie werd fors geïnvesteerd in de fabrieken. In 1953 werd de steenkoolmijn afgesplitst.
In 1995 werd Benxi Steel Mining opgericht dat de ijzerertsmijnbouwactiviteiten omvatte. Een jaar later werd Benxi Steel net als vele andere Chinese staatsbedrijven omgevormd tot een groep op aandelen. Eronder werd Benxi Steel Plates gecreëerd dat de staalfabrieken kreeg en op de Beurs van Shenzhen werd genoteerd.
In 2010 werd de Beitai Steel Group overgenomen van de stad Benxi en hernoemd tot Benxi Beiying Steel. Dit was een grote producent van staaldraad en extra sterk staal. De twee staalgroepen bleven apart bestaan en boven hen werd de holding Benxi Steel Group gecreëerd. Het eigendom van de groep werd overgedragen aan de provincie Liaoning. In dezelfde periode begon Benxi Steel ook roestvast staal te maken. Ook diversifieerde de groep naar andere sectoren als financiën en sociale dienstverlening.
In 2005 reeds werd een fusie tussen Benxi Steel en Ansteel besproken. Die werd pas in augustus 2021 een feit toen de provincie Liaoning kosteloos 51 procent van zijn aandelen in de Benxi Steel Group overdroeg aan Ansteel, dat eigendom is van de nationale overheid. Dit gebeurde in het kader van de consolidaties die door de overheid werden doorgevoerd in de Chinese staalindustrie waarbij de tien grootste producenten voor 60 procent van de productie moesten instaan. De Benxi Steel Group behoort sindsdien tot de Ansteel-groep die daardoor de op Baowu na grootste staalproducent van China werd.